# Nastri d'argento 2021
Els Nastri d'argento 2021 foren la 76a edició de l'entrega dels premis Nastro d'Argento (Cinta de plata) que va tenir lloc el 22 de juny de 2021. Degut a la pandèmia per COVID-19 la gala es va tornar a celebrar al MAXXI - Museo nazionale delle arti del XXI secolo, En comparació amb edicions anteriors, el premi al millor productor s'associa a pel·lícules en competició com a millor obra i comèdia. Com a conseqüència de les limitacions imposades per la pandèmia de COVID-19 a Itàlia, hi ha diverses produccions llançades en plataforma i per televisió.

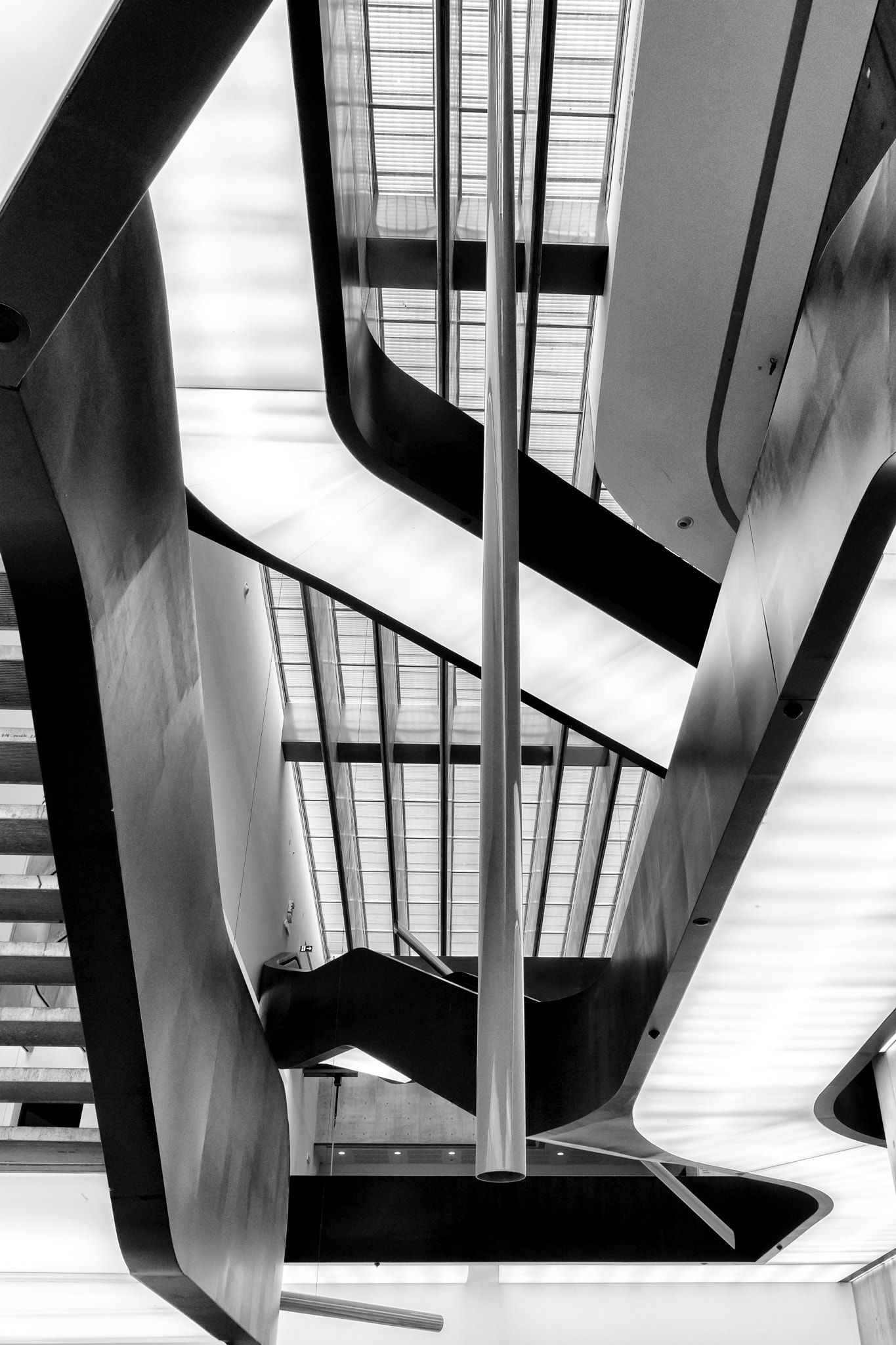
La cerimònia es va celebrar al MAXXI - Museo nazionale delle arti del XXI secolo de Roma

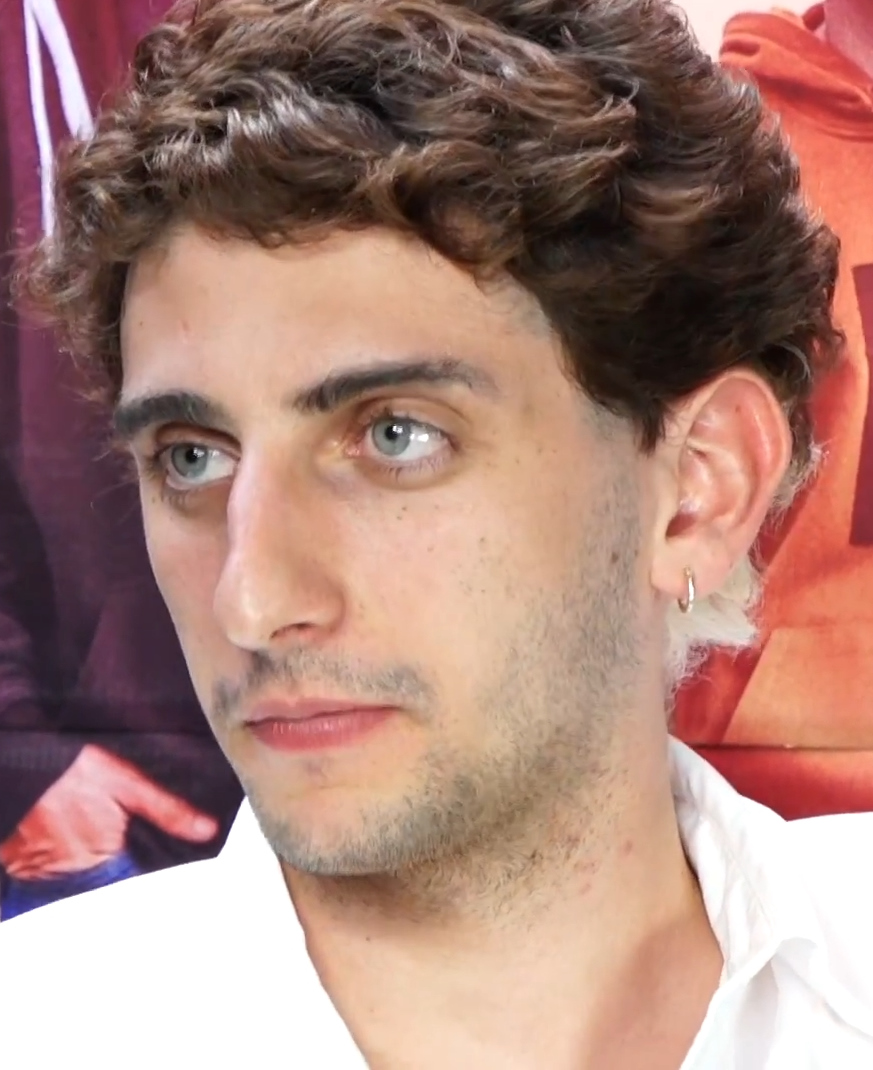
Pietro Castellitto

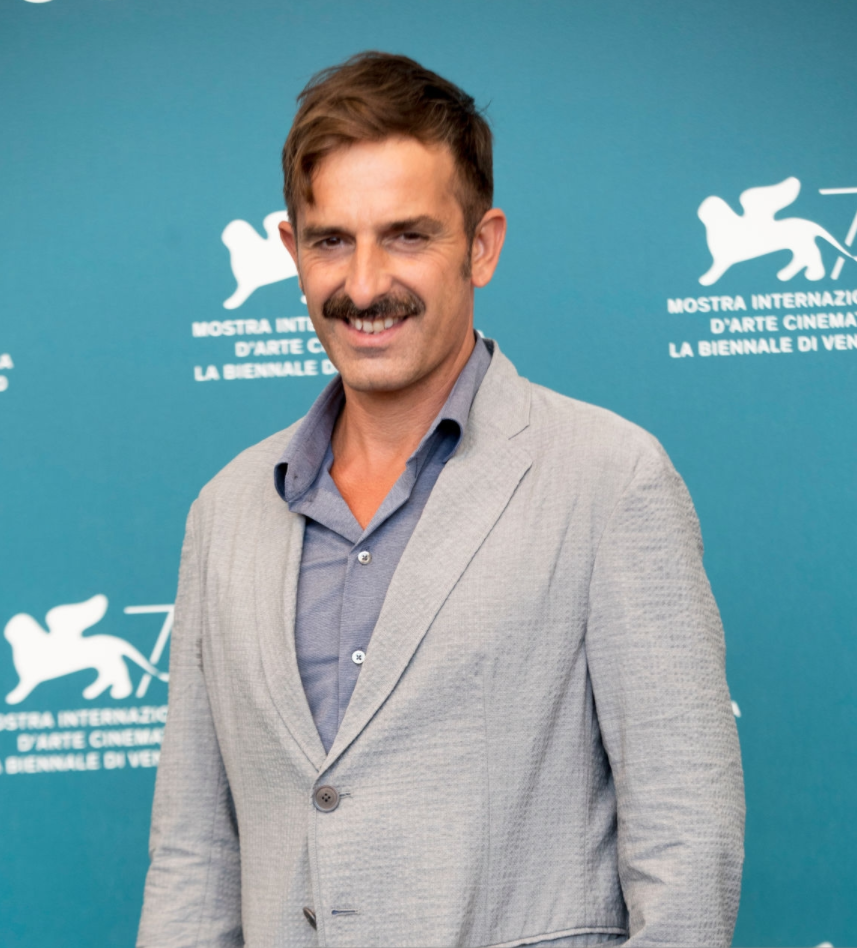
Claudio Noce

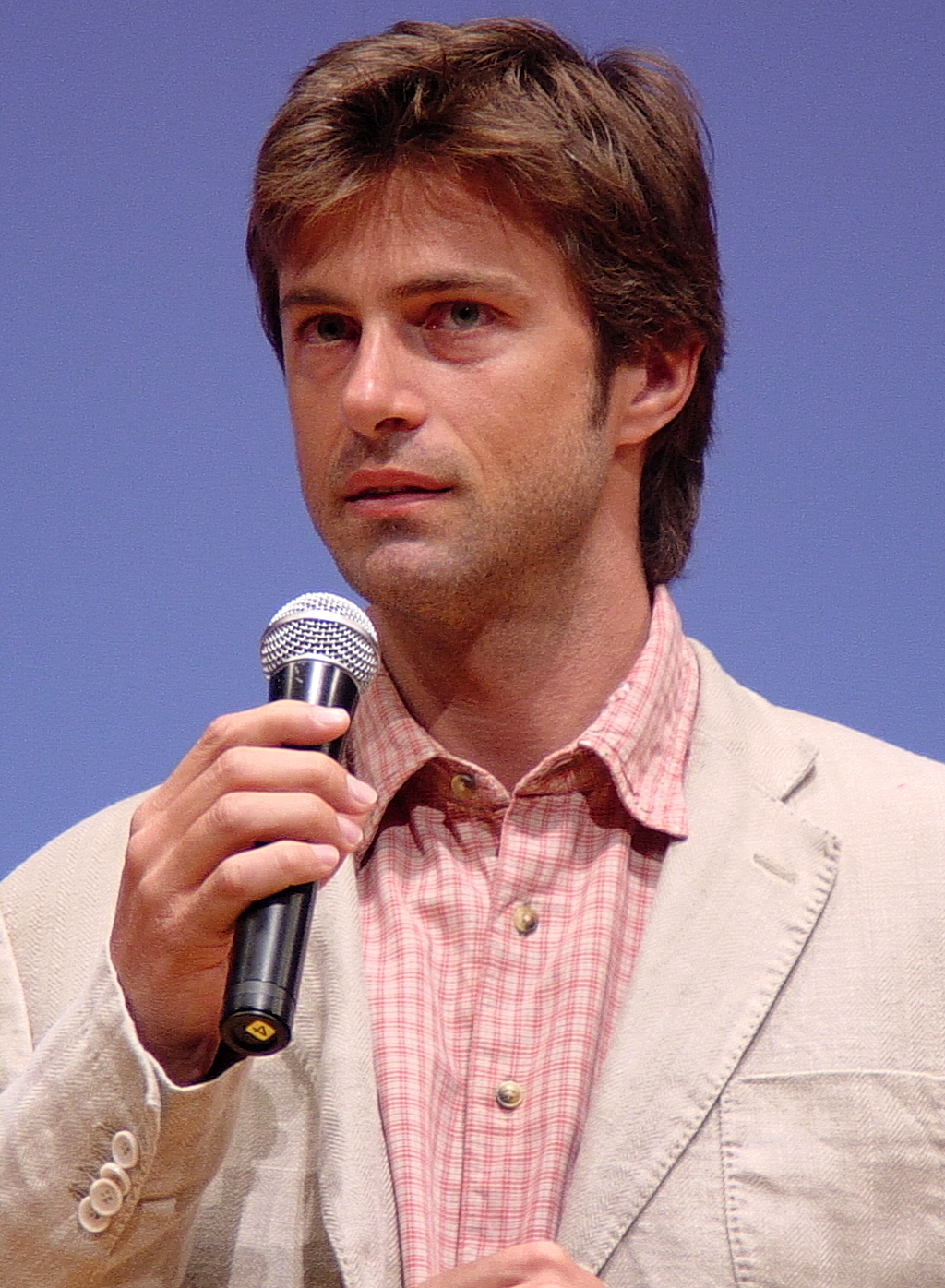
Kim Rossi Stuart

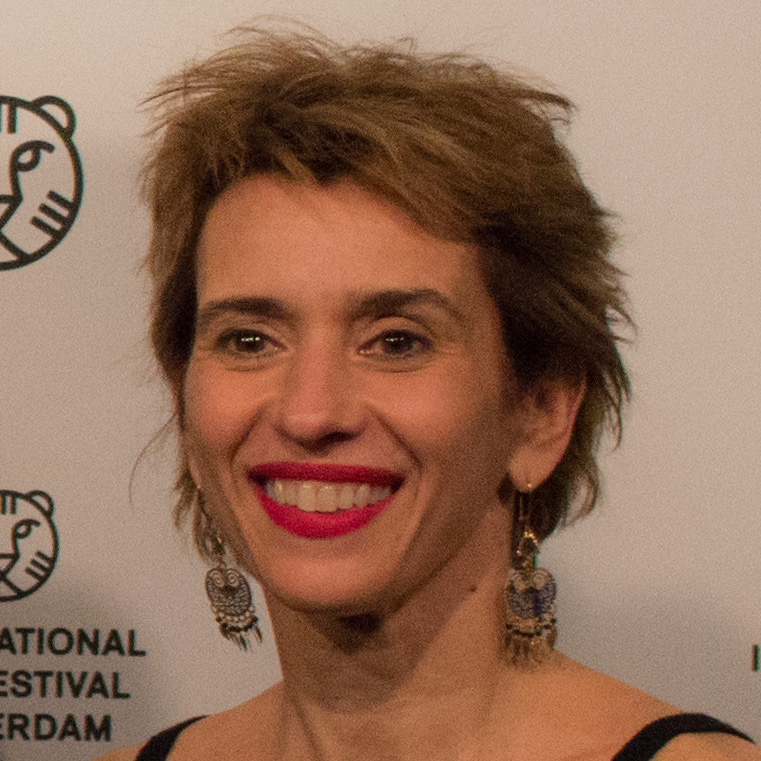
Teresa Saponangelo

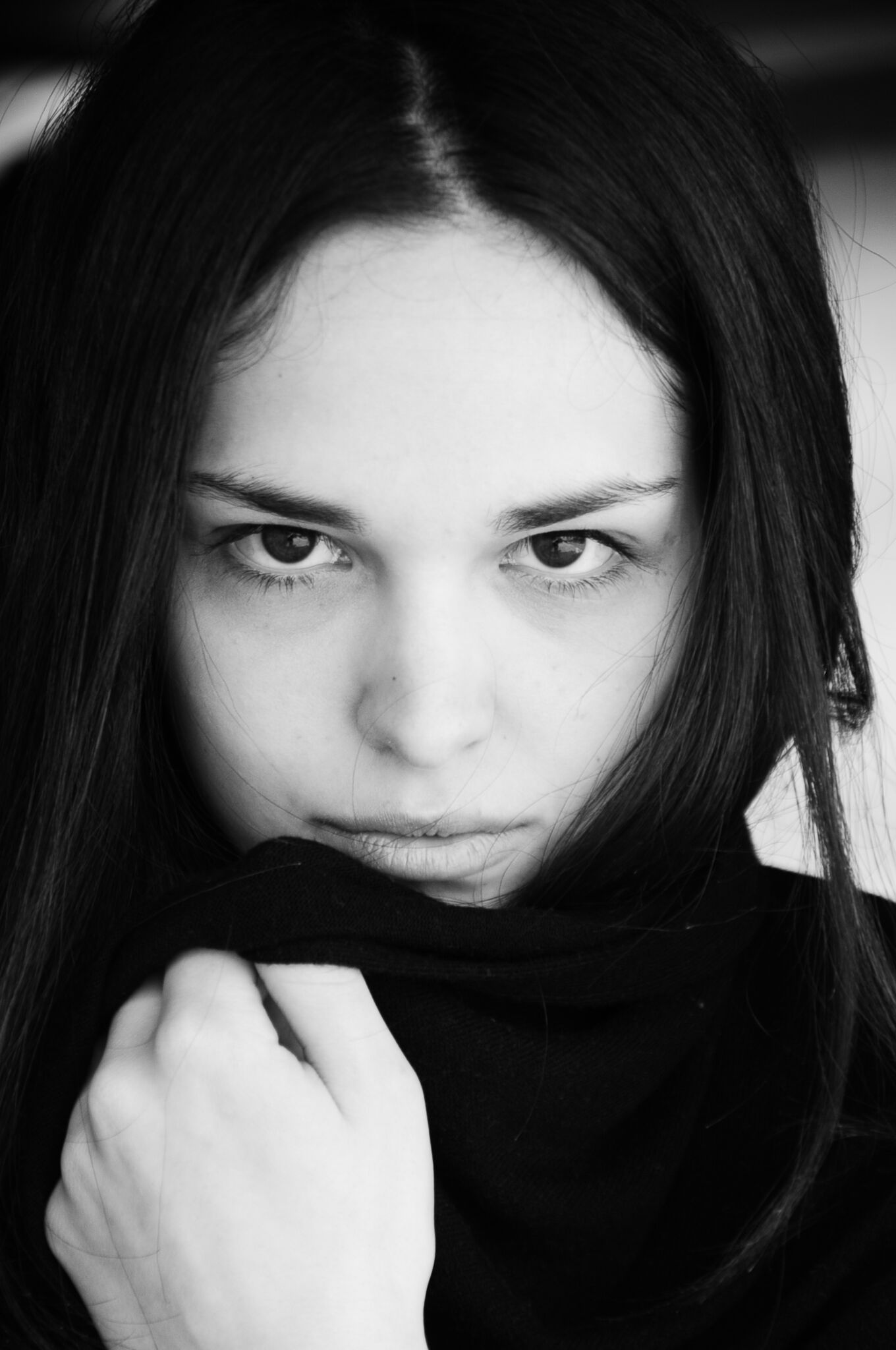
Sara Serraiocco

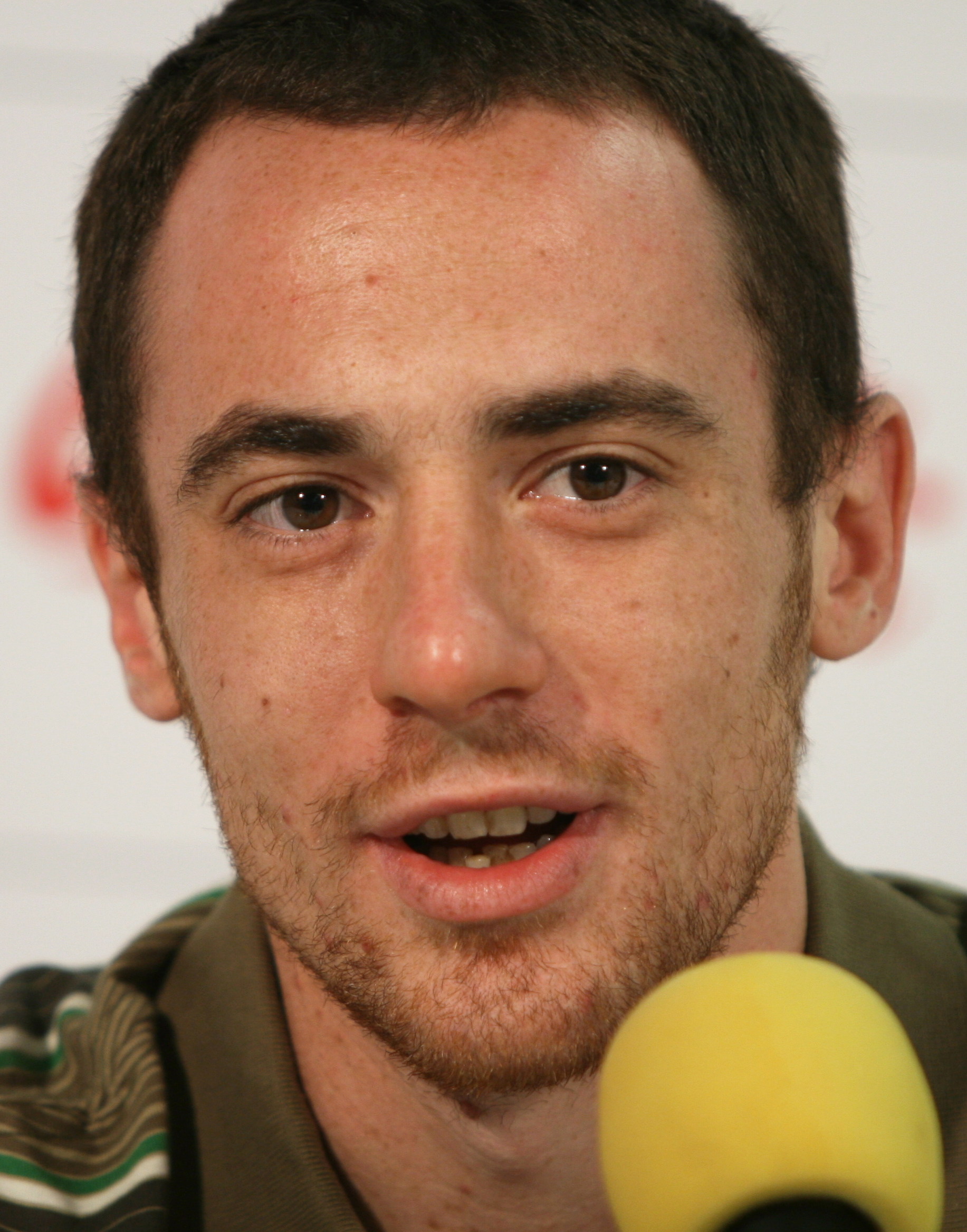
Elio Germano

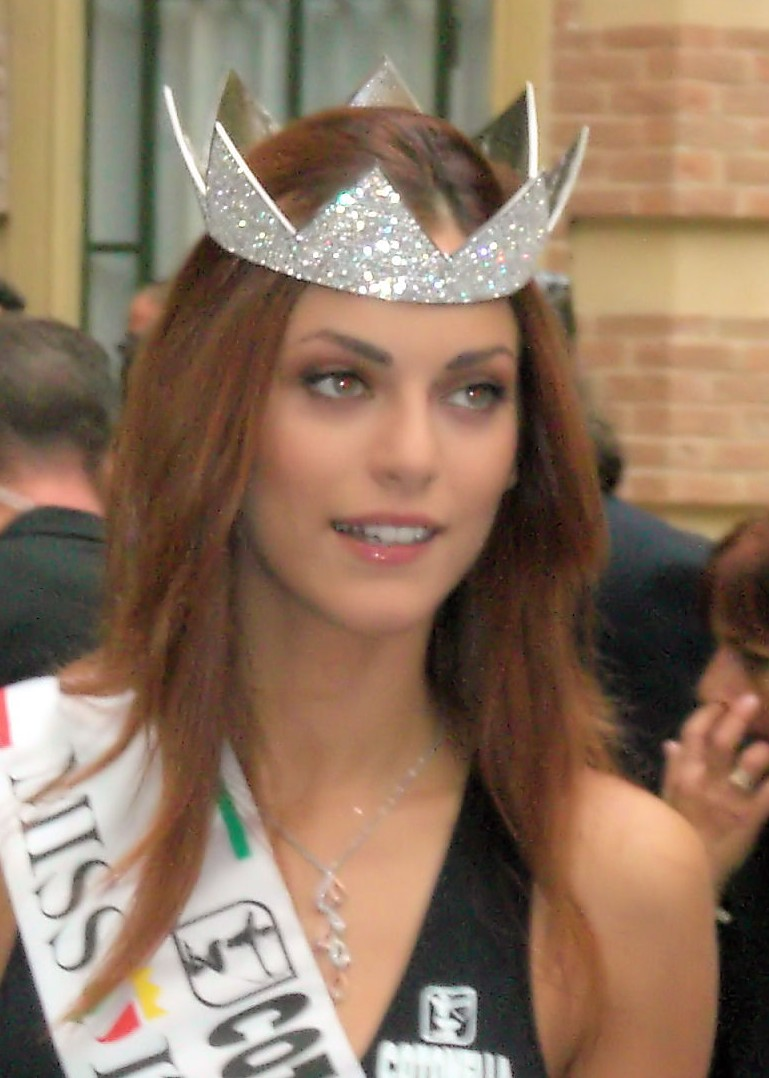
Miriam Leone

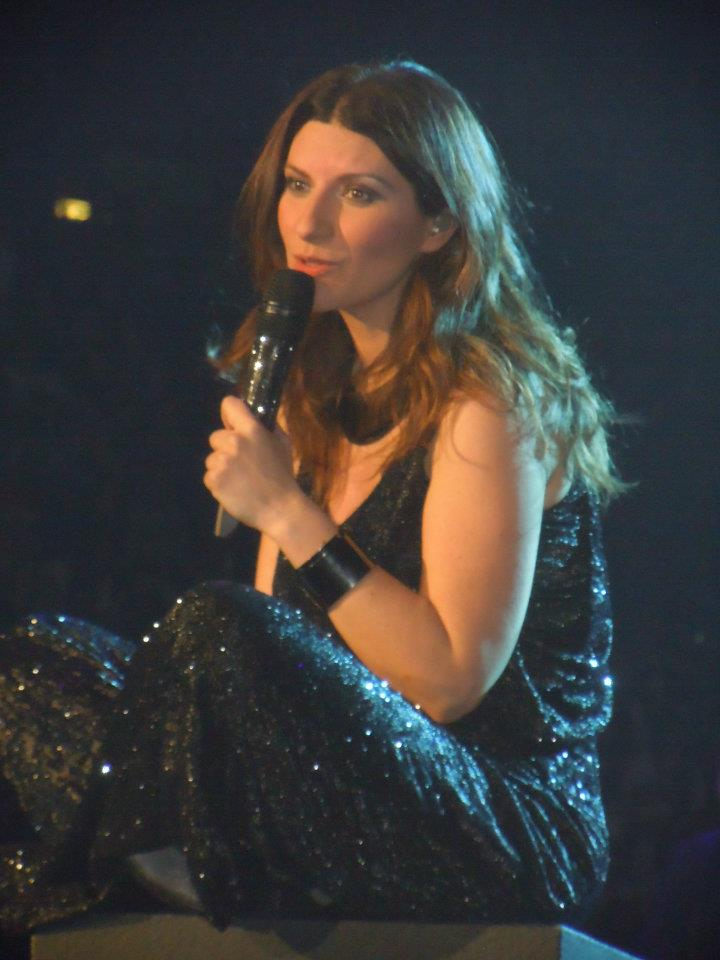
Laura Pausini

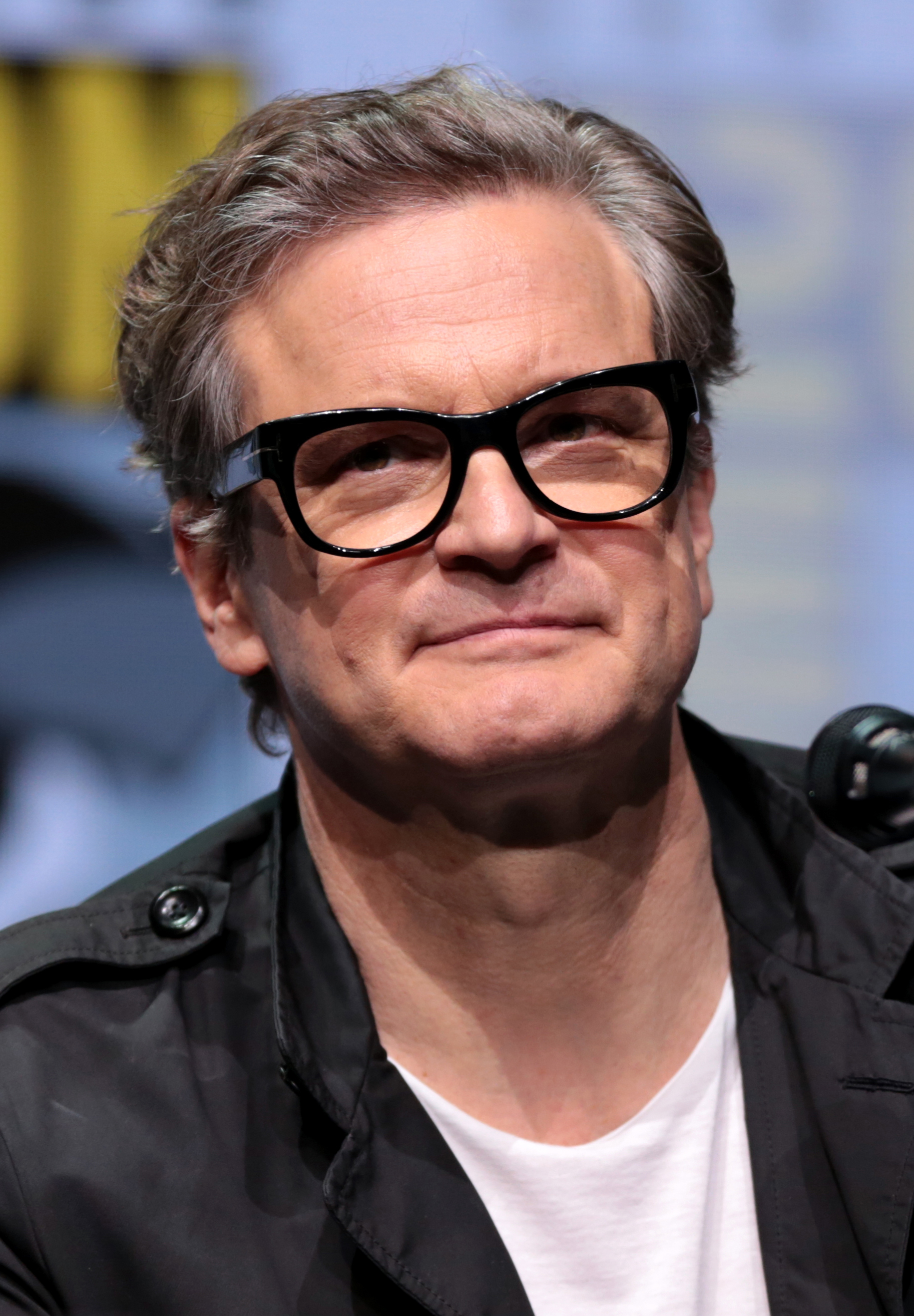
Colin Firth

## Guanyadors i candidats
Els guanyadors s'indiquen en  'negreta' , seguits de la resta de candidats.

### Millor pel·lícula
- Le sorelle Macaluso, dirigida per Emma Dante
  - Assandira, dirigida per Salvatore Mereu
  - Cosa sarà, dirigida per Francesco Bruni
  - Lei mi parla ancora, dirigida per Pupi Avati
  - Non mi uccidere, dirigida per Andrea De Sica

### Millor director
- Emma Dante - Le sorelle Macaluso
  - Pupi Avati - Lei mi parla ancora
  - Francesco Bruni - Cosa sarà
  - Antonio Capuano- Il buco in testa
  - Edoardo Ponti - La vita davanti a sé

### Millor director novell
- Pietro Castellitto - I predatori
  - Maura Delpero - Maternal
  - Nunzia De Stefano - Nevia
  - Carlo Hintermann - The Book of Vision
  - Gianluca Jodice - Il cattivo poeta
  - Mauro Mancini - Non odiare

### Millor pel·lícula de comèdia
- L'incredibile storia dell'Isola delle Rose, dirigida per Sydney Sibilia
  - Genitori vs influencer, dirigida per Michela Andreozzi
  - Si vive una volta sola, dirigida per Carlo Verdone
  - Sul più bello, dirigida per Alice Filippi
  - Tutti per 1 - 1 per tutti, dirigida per Giovanni Veronesi

### Millor argument
- Claudio Noce, Enrico Audenino - Padrenostro
  - Vincenzo Marra - La volta buona
  - Chiara Bellosi - Palazzo di giustizia
  - Alessandro Grande, Mariano Di Nardo - Regina
  - Marcello Sannino, Guido Lombardi, Massimiliano Virgilio, Giorgio Caruso - Rosa pietra stella

### Millor guió
- Francesco Bruni, Kim Rossi Stuart - Cosa sarà
  - Michael Zampino, Heidrun Schleef, Giampaolo Rugo - Governance - Il prezzo del potere
  - Emma Dante, Elena Stancanelli, Giorgio Vasta - Le sorelle Macaluso
  - Sydney Sibilia, Francesca Manieri - L'incredibile storia dell'Isola delle Rose
  - Pietro Castellitto - I predatori

### Millor actor protagonista
- Kim Rossi Stuart - Cosa sarà
  - Pierfrancesco Favino - Padrenostro
  - Sergio Castellitto - Il cattivo poeta
  - Alessandro Gassmann - Non odiare
  - Fabrizio Gifuni - La belva

### Millor actriu protagonista
- Teresa Saponangelo - Il buco in testa
  - Valeria Bruni Tedeschi - Gli indifferenti
  - Valeria Golino - Fortuna i Lasciami andare
  - Alba Rohrwacher - Lacci
  - Daphne Scoccia - Palazzo di giustizia

### Millor actor no protagonista
- Massimo Popolizio - I predatori
  - Fabrizio Gifuni - Lei mi parla ancora
  - Vinicio Marchioni - Governance - Il prezzo del potere
  - Michele Placido - Calibro 9
  - Francesco Patanè - Il cattivo poeta

### Millor actriu no protagonista
- Sara Serraiocco - Non odiare
  - Linda Caridi - Lacci
  - Carolina Crescentini - La bambina che non voleva cantare
  - Donatella Finocchiaro - Il delitto Mattarella
  - Raffaella Lebboroni - Cosa sarà
  - Pina Turco - Fortuna

### Millor actor en una pel·lícula de comèdia
- Elio Germano - L'incredibile storia dell'Isola delle Rose
  - Fabio De Luigi - 10 giorni con Babbo Natale
  - Simone Liberati - L'amore a domicilio
  - Nando Paone - Il ladro di cardellini
  - Eduardo Scarpetta - Carosello Carosone
  - Fabio Volo - Genitori vs influencer

### Millor actriu en una pel·lícula de comèdia
- Miriam Leone - L'amore a domicilio ex-aequo Valentina Lodovini - 10 giorni con Babbo Natale
  - Antonella Attili - Il ladro di cardellini
  - Eugenia Costantini - La tristezza ha il sonno leggero
  - Loretta Goggi - Burraco fatale e Glassboy

### Millor fotografia
- Daniele Ciprì - Il cattivo poeta
  - Francesca Amitrano - La tristezza ha il sonno leggero
  - Tani Canevari - Tutti per 1 - 1 per tutti
  - Francesco Di Giacomo - Non mi uccidere
  - Gherardo Gossi - Le sorelle Macaluso

### Millor vestuari
- Andrea Cavalletto - Il cattivo poeta
  - Alessandro Lai - Tutti per 1 - 1 per tutti
  - Maria Cristina La Parola - Il mio corpo vi seppellirà
  - Nicoletta Taranta - L'incredibile storia dell'Isola delle Rose
  - Mariano Tufano - The Book of Vision

### Millor escenografia
- Tonino Zera - L'incredibile storia dell'Isola delle Rose
  - Giada Calabria - Gli indifferenti
  - Marcello Di Carlo - Il mio corpo vi seppellirà
  - Emita Frigato - Le sorelle Macaluso
  - Maurizio Sabatini - La vita davanti a sé

### Millor muntatge
- Benni Atria - Le sorelle Macaluso
  - Massimo Fiocchi - Lasciami andare
  - Pietro Lassandro - The Book of Vision
  - Paola Freddi, Antonio Cellini - Assandira
  - Pietro Morana - Non mi uccidere

### Millor so en directe
- Gianluca Costamagna - Le sorelle Macaluso
  - Carlo Missidenti - Lacci
  - Valentino Giannì - Padrenostro
  - Francesco Liotard - Lasciami andare
  - Alessandro Palmerini, Alessandro Zanon - I predatori

### Millor banda sonora
- Stefano Bollani - Carosello Carosone
  - Michele Braga - L'incredibile storia dell'Isola delle Rose, Shadows
  - Davide Caprelli - Est - Dittatura Last Minute
  - Andrea Farri, Andrea De Sica - Non mi uccidere
  - Pivio i Aldo De Scalzi - Non odiare

### Millor cançó
- Io sì (Seen) - Text i múdica Laura Pausini, Niccolò Agliardi i Diane Warren, interpretada per Laura Pausini - La vita davanti a sé[4]
- Cerotti - Text i música Federico Zampaglione, Gazzelle, interpretació per Tiromancino - Morrison
- Gli anni davanti - Text, música i interpretació Pacifico - Genitori vs influencer
- Magic - Text i música Greta Mariani i Alessandro Molinari, interpretació de Greta Mariani - Addio al nubilato
- Sul più bello - Text Andrea De Filippi, música Andrea De Filippi i Lorenzo Milano, interpretació Alfa - Sul più bello

### Premis especials
Nastro d'argento de l'any
- Miss Marx

#### Nastro di platino
- Sophia Loren - La vita davanti a sé[5]

#### Nastro especial 75
- Renato Pozzetto - Lei mi parla ancora

#### Cameo de l'any
- Giuliano Sangiorgi - Tutti per 1 - 1 per tutti[6]

#### Nastro europeo
- Colin Firth[7]